# 2,3-ジヒドロキシ安息香酸
2,3-ジヒドロキシ安息香酸(2,3-Dihydroxybenzoic acid)は、アメダマノキ(Phyllanthus acidus)やオオサンショウモ(Salvinia molesta)で見られる天然のフェノールである。オオミイヌカンコ(Flacourtia inermis)の果実にも豊富に含まれる。ジヒドロキシ安息香酸の異性体の1つ、無色の固体である。シキミ酸経路で合成され、鉄イオンと強い錯体を形成して細菌内に吸収させる分子であるシデロフォアに取り込まれる。2,3-ジヒドロキシ安息香酸は、脱プロトン化して鉄に強く結合するカテコール基と、環がアミド結合を通じて様々な構造に結合するカルボン酸から構成される。親和性が高く有名なシデロフォアには、エンテロバクチンがある。これは、3つの2,3-ジヒドロキシ安息香酸置換基がセリンのデプシペプチドに結合した構造を持つ
。
鉄キレート剤や抗菌剤として利用できる可能性がある。
また、2,3-ジヒドロキシ安息香酸は、ヒトのアスピリン代謝物の1つである。